# El Olmo, Tamaulipas
El Olmo är en ort i Mexiko.   Den ligger i kommunen Victoria och delstaten Tamaulipas, i den centrala delen av landet, 500 km norr om huvudstaden Mexico City. El Olmo ligger 301 meter över havet och antalet invånare är 532.
Terrängen runt El Olmo är platt åt nordost, men åt sydväst är den kuperad. Runt El Olmo är det ganska tätbefolkat, med 207 invånare per kvadratkilometer. Närmaste större samhälle är Ciudad Victoria, 7,7 km nordväst om El Olmo. Trakten runt El Olmo består i huvudsak av gräsmarker.